# Roland Bauerschmidt
Roland Bauerschmidt ist ein Mathematiker und Hochschullehrer, der auf Gebieten der Wahrscheinlichkeitstheorie und Analysis arbeitet und vor allem deren Anwendung in der statistischen Mechanik untersucht.

## Leben
Nach dem Bachelor- und Masterabschluss in Physik an der ETH Zürich promovierte Bauerschmidt 2013 an der University of British Columbia (Decomposition of free fields and structural stability of dynamical systems for renormalization group analysis). Er wurde dabei von David Brydges und Gordon Slade betreut.
Nach Postdoc-Stellen an der Harvard University und am Institute for Advanced Study wurde er 2016 Professor of Probability an der University of Cambridge. Seit September 2023 ist Bauerschmidt Professor am Courant Institute of Mathematical Sciences der New York University.
Er forscht vor allem zu Spinsystemen, Phasenübergängen, Renormierung, stochastischer Dynamik, Anwendungen der Supersymmetrie in der Wahrscheinlichkeitstheorie und Zufallsmatrizen. Zusammen mit Tyler Helmuth war er 2022 eingeladener Sprecher auf dem Internationalen Mathematikerkongress (Spin systems with hyperbolic symmetry: a survey).

## Auszeichnungen
- 2020 Rollo-Davidson-Preis des  Rollo Davidson Trust am Churchill College der Universität Cambridge
- 2024 New Horizons in Mathematics Prize (For outstanding contributions to probability theory and the development of renormalisation group techniques.)

## Schriften (Auswahl)
- mit Hugo Duminil-Copin, Jesse Goodman, Gordon Slade: Lectures on self-avoiding walks. In: Ellwood, David (ed.) et al.: Probability and statistical physics in two and more dimensions. Clay Mathematics Proceedings, Volume 15, (2012).
- mit Antti Knowles, Horng-Tzer Yau: Local semicircle law for random regular graphs. Commun. Pure Appl. Math. 70, No. 10, 1898–1960 (2017).
- mit Jiaoyang Huang, Horng-Tzer Yau: Local Kesten-McKay law for random regular graphs. Commun. Math. Phys. 369, No. 2, 523–636 (2019).